# Lijst van hogeronderwijsinstellingen in Oostenrijk
Hieronder een lijst van de hogeronderwijsinstellingen in Oostenrijk, gesorteerd per deelstaat.

## Burgenland
- Hogeschool Burgenland (Eisenstadt, Pinkafeld)

## Karinthië
- Universiteit Klagenfurt (Klagenfurt)
- Technische Hogeschool Karinthië (Feldkirchen, Spittal an der Drau, Villach)

## Neder-Oostenrijk
- Donau Universiteit Krems (Krems)
- Theresiaanse Militaire Academie (Wiener Neustadt)
- Hogeschool Wiener Neustadt (Wiener Neustadt, Wieselburg, Tulln)
- IMC Hogeschool Krems (Krems)

## Opper-Oostenrijk
- Johannes Kepler Universiteit (Linz)
- Kunstuniversiteit Linz (Linz)
- Katholiek-Theologische Universiteit Linz (Linz)
- Anton Bruckner Universiteit (Linz)
- Hogeschool Opper-Oostenrijk (Hagenberg, Linz, Steyr, Wels)

## Salzburg
- Universiteit Salzburg (Salzburg)
- Mozarteum (Salzburg)
- Paracelsus Geneeskundige Universiteit (Salzburg
- Hogeschool Salzburg (Puch bei Hallein, Kuchl)

## Stiermarken
- Universiteit Graz (Graz)
- Technische Universiteit Graz (Graz)
- Geneeskundige Universiteit Graz (Graz)
- Kunstuniversiteit Graz (Graz)
- Universiteit Leoben (Leoben)
- Hogeschool Joanneum (Graz, Kapfenberg, Bad Gleichenberg)
- Hogeschool Campus02 (Graz)

## Tirol
- Universiteit Innsbruck (Innsbruck)
- Management Center Innsbruck (Innsbruck)
- Geneeskundige Universiteit Innsbruck (Innsbruck)
- Universiteit voor Gezondheidswetenschappen, Geneeskundige Informatica en Techniek Tirol (Hall)
- Universiteit KufsteinTirol (Kufstein)

## Vorarlberg
- Hogeschool Vorarlberg (Dornbirn)

## Wenen
- Universiteit van Wenen (Wenen)
- Economische Universiteit Wenen (Wenen)
- Geneeskundige Universiteit Wenen (Wenen)
- Technische Universiteit Wenen (Wenen)
- Diergeneeskundige Universiteit Wenen (Wenen)
- Universiteit voor Life Sciences (Wenen)
- Universiteit voor Muziek en Podiumkunsten (Wenen)
- Universiteit voor Toegepaste Kunsten (Wenen)
- Academie van de Beeldende Kunsten (Wenen)
- Conservatorium Wenen (Wenen)
- PEF Universiteit voor Management (Wenen)
- Webster Universiteit Wenen (Wenen)
- TCM Universiteit Li Shi Zhen (Wenen)
- Sigmund Freud Universiteit (Wenen)
- Technische Hogeschool Wenen (Wenen)